# Asellus primoryensis
Asellus (Asellus) primoryensis là một loài chân đều trong họ Asellidae. Loài này được Henry & Magniez miêu tả khoa học năm 1993.